# Højholt - en film af Lars Johansson
|  | Denne artikel er oprettet af botten PalnaBot ud fra en ekstern database. Den kan derfor have sproglige fejl eller mangler. Denne skabelon kan fjernes efter kontrol af indholdet. |

Højholt - en film af Lars Johansson er en portrætfilm fra 1997 instrueret af Lars Johansson efter manuskript af Lars Johansson.

## Handling
Jeg kan godt lide naturen, men jeg kan ikke lide dem, der elsker den... I Per Højholts lyrik spiller naturen en afgørende rolle. I dette portræt møder vi Højholt på hjemmebane: I huset, i haven og på bakken ved Hørbylunde, hvor han har boet i 30 år. Lars Johansson har i løbet af 1996 og 1997 besøgt Højholt her. Med sin karakteristiske humor og store indsigt fortæller Højholt om sit liv og reflekterer over sin litterære praksis, der spænder vidt fra de populære Gitte-monologer til Praksis-digtsamlingerne. Se også »Gittes monologer - Per Højholt« fra 1984.